# اوبو، آیچی
اوبو، آیچی از شهرهای استان آیچی ژاپن است که جمعیت آن در ۱ ژانویه ۲۰۰۸ ۸۳٬۰۹۷نفر بوده‌است.